# West Fork (Arkansas)
West Fork – miasto w Stanach Zjednoczonych, w stanie Arkansas, w hrabstwie Washington.